# Erich Böhme (Offizier)

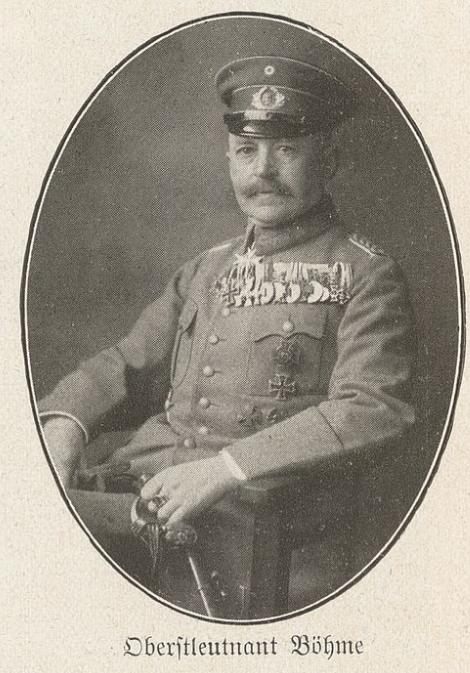
Oberstleutnant Boehme als Kommandeur des Infanterie-Regiment „Graf Schwerin“ (3. Pommersches) Nr. 14

Erich Böhme (* 20. Juli 1863 in Sambleben; † 26. November 1943 in Berlin) war ein deutscher Generalleutnant.

## Leben
Böhme war der Sohn eines Pfarrers.
Er trat am 26. September 1882 als Fahnenjunker in das Infanterie-Regiment „Prinz Carl“ (4. Großherzoglich Hessisches) Nr. 118 der Preußischen Armee ein und wurde dort am 16. September 1885 zum Sekondeleutnant ernannt. Wegen eines Ehrenhandels musste Böhme jedoch am 18. Dezember 1885 seinen Abschied nehmen und studierte anschließend.
Am 1. April 1893 wurde er im Füsilier-Regiment „von Steinmetz“ (Westpreußisches) Nr. 37 wieder angestellt. Im weiteren Verlauf seiner Militärkarriere besuchte er die Preußische Kriegsakademie, wurde Hauptmann und als solcher Kompaniechef im 4. Westpreußischen Infanterie-Regiment Nr. 140. Er nahm als Kompaniechef im 1. Ostasiatischen Infanterie-Regiment am Chinafeldzug teil. Ab 22. März 1913 war Böhme als Major in der Eisenbahn-Abteilung des Großen Generalstabes.
Während des Ersten Weltkriegs war Böhme zunächst Bahnbeauftragter der 6. Armee. Am 9. Januar 1916 wurde er dann Kommandeur des Infanterie-Regiments „Graf Schwerin“ (3. Pommersches) Nr. 14, das zu diesem Zeitpunkt vor Reims an der Westfront lag. Ende April 1916 wurde sein Regiment verlegt und war dann fast ein Jahr vor Verdun im Einsatz. Hier konnte es sich im Juli und August bei der Verteidigung des Zwischenwerks Thiaumont besonders bewähren. Für seine Leistungen während dieser Kämpfe wurde Böhme Mitte November 1916 mit dem Ritterkreuz des Königlichen Hausordens von Hohenzollern mit Schwertern ausgezeichnet. Während eines mehrwöchigen Krankheitsurlaubs erfolgte am 22. März 1917 Böhmes Beförderung zum Oberstleutnant. Im September 1917 wurde er dann von seinem Kommando entbunden und in die Türkei entsandt. Dort wurde er zum osmanischen Oberst ernannt und mit dem Kommando über die in Palästina befindlichen 24. Division betraut. In der Zweiten Jordan-Schlacht vom 1. bis 5. Mai 1918 konnte Böhmes Division eine überlegene australische Kavalleriedivision schlagen, die dabei ihre gesamte Artillerie verlor, und das von englischen Streitkräften eingeschlossene VIII. osmanische Armeekorps entsetzen. Dafür wurde Böhme am 7. Mai 1918 die höchste preußische Tapferkeitsauszeichnung, der Orden Pour le Mérite verliehen.
Nach dem Zusammenbruch des Osmanischen Reiches kam Böhme als Brigadekommandeur zur Armee von Generalfeldmarschall Mackensen nach Rumänien und fungierte hier kurzzeitig auch als Führer der 303. Infanterie-Division. Nach Kriegsende war Böhme im Grenzschutz und bei der Heeres-Friedenskommission tätig. Er wurde in die Reichswehr übernommen und gehörte zur Hauptkommission für die Neubearbeitung des Ausbildungsvorschrift der Infanterie. Als Generalmajor wurde Böhme schließlich am 31. Dezember 1923 zur Disposition gestellt.
In der Zeit der Weimarer Republik war er führend im Bund der Asienkämpfer tätig, für dessen Jahrbücher er verschiedene Abhandlungen verfasste.
In der NS-Zeit war Böhme Mitglied der SA, in der er am 20. Juli 1943 den Rang eines SA-Brigadeführers erreichte. Außerdem erhielt Böhme am 27. August 1939, dem sogenannten Tannenbergtag, den Charakter als Generalleutnant verliehen.